# 孫祥 (明)
孫 祥（そん しょう、生年不詳 - 1449年）は、明代の官僚・軍人。本貫は大同府大同県。

## 生涯
1445年（正統10年）、進士に及第した。1448年（正統13年）、兵科給事中に任じられた。1449年（正統14年）、右副都御史に抜擢され、紫荊関を守備した。オイラトのエセン・ハーンによる侵攻を受け、都指揮の韓青が戦死したが、孫祥は4日にわたって紫荊関を堅守した。エセンが間道から侵入して挟み撃ちにしたため、紫荊関は陥落した。孫祥は兵を率いて巷中で戦い、部隊が壊滅して殺害された。しかし北京の朝廷には孫祥が逃亡したと誤って伝えられ、弾劾された。エセンの撤退後、紫荊関の修復にあたって、戦地で孫祥の遺体が発見された。しかし遺体は焼かれて埋葬され、そのことは奏聞されなかった。孫祥の弟の孫祺が宮殿を訪れて冤罪を訴え、孫祥の名誉は回復された。1465年（成化元年）、子の孫紳が大理寺右評事となった。